# Жак Солньє
Жа́к Солньє́ (фр. Jacques Saulnier; нар. 9 вересня 1928, Париж, Франція — пом. 9 листопада 2014, Париж, Франція) — французький художник кіно.

## Біографія
Жак Солньє народився 9 вересня 1928 в Парижі, Франція. Два роки він вивчав архітектуру в Національній вищій школі красних мистецтв в Парижі. У 1948 році був прийнятий в Інститут перспективних кінематографічних досліджень (фр. L'Institut des hautes études cinématographiques, IDHEC) на відділення декорації. Починав кар'єру в кіно як помічник художників-декораторів Александра Тронера, Макса Дуі, Жана Андре та Жака Коломб'є.
З кінця 1950-х років Жак Соленьє працював як художник-постановник, взявши участь в оформленні фільмів таких відомих режисерів, як Клод Шаброль, Робер Оссейн, Александр Астрюк, Ален Рене, Марсель Карне, П'єр Граньє-Дефер, Фолькер Шльондорф, Анрі Верней та ін.
За час своєї кінокар'єри Жак Солньє 10 разів був номінований на здобуття французької національної кінопремії «Сезар» та тричі отримав цю нагороду за оформлення фільмів «Провидіння» (1978, реж. Ален Рене), «Кохання Свана» (1984, реж. Фолькер Шльондорф) та «Палити/Не палити» (1994, реж. Ален Рене).

## Фільмографія (вибіркова)
Художник-постановник
| Рік  | Назва українською            | Оригінальна назва                   | Примітки               |
| ---- | ---------------------------- | ----------------------------------- | ---------------------- |
| 1957 | Свобода під наглядом         | La liberté surveillée               |                        |
| 1958 | Коханці                      | Les amants                          | декоратор              |
| 1959 | Кузени                       | Les cousins                         | постановник, декоратор |
| 1959 | Вирок                        | La sentence                         |                        |
| 1959 | На подвійний поворот         | À double tour                       |                        |
| 1960 | Негідники                    | Les scélérats                       |                        |
| 1960 | Ігри кохання                 | Les jeux de l'amour                 |                        |
| 1960 | Весельчак                    | Le farceur                          |                        |
| 1961 | Здобич для тіні              | La proie pour l'ombre               |                        |
| 1961 | Мертвий сезон любові         | La morte-saison des amours          |                        |
| 1961 | Минулого року в Марієнбаді   | L'année dernière à Marienbad        |                        |
| 1962 | Вид з мосту                  | Vu du pont                          |                        |
| 1962 | Нікчемна думка               | La gamberge                         |                        |
| 1962 | Виховання почуттів           | Education sentimentale              |                        |
| 1962 | Маленький ліфтер             | Le petit garçon de l'ascenseur      |                        |
| 1962 | Ландрю                       | Landru                              |                        |
| 1962 | Просо для пташок             | Du mouron pour les petits oiseaux   |                        |
| 1963 | Мюрієль, або Час повернення  | Muriel ou Le temps d'un retour      |                        |
| 1964 | Суп                          | La bonne soupe                      |                        |
| 1965 | Що нового, кішечко?          | What's New Pussycat                 |                        |
| 1965 | Казкова пригода Марко Поло   | La fabuleuse aventure de Marco Polo |                        |
| 1965 | Перетворення стоног          | La métamorphose des cloportes       |                        |
| 1966 | Життя багатіїв               | La vie de château                   |                        |
| 1966 | Війну закінчено              | La guerre est finie                 |                        |
| 1966 | Мадемуазель                  | Mademoiselle                        |                        |
| 1967 | Злодій                       | Le voleur                           | постановник, декоратор |
| 1967 | Тітка Ціта                   | Tante Zita                          |                        |
| 1968 | Ho !                         | Ho!                                 | постановник, декоратор |
| 1968 | Полонянка                    | La prisonnière                      |                        |
| 1969 | Сицилійський клан            | Le clan des Siciliens               |                        |
| 1970 | Таємниця ферми Месі          | La horse                            |                        |
| 1971 | Татове кіно                  | Le cinéma de papa                   |                        |
| 1971 | Кіт                          | Le chat                             |                        |
| 1971 | Вдова Кудер                  | La veuve Couderc                    |                        |
| 1971 | Пограбування                 | Le casse                            |                        |
| 1973 | Син                          | Le fils                             |                        |
| 1973 | Змій                         | Le serpent                          |                        |
| 1973 | Поїзд                        | Le train                            |                        |
| 1974 | Ставіський                   | Stavisky…                           |                        |
| 1975 | Французький зв'язковий 2     | French Connection II                |                        |
| 1975 | Клітка                       | La cage                             |                        |
| 1977 | Провидіння                   | Providence                          |                        |
| 1978 | Відвідаємо маму, тато працює | Va voir maman, papa travaille       |                        |
| 1979 | Вест-Індія                   | West Indies                         |                        |
| 1979 | І… як Ікар                   | I… comme Icare                      |                        |
| 1980 | Мій американський дядечко    | Mon oncle d'Amérique                |                        |
| 1981 | Самотня Коко Шанель          | Chanel Solitaire                    |                        |
| 1981 | Тисяча мільярдів доларів     | Mille milliards de dollars          | постановник, декоратор |
| 1983 | Життя — це роман             | La vie est un roman                 |                        |
| 1983 | Кохання Свана                | Un amour de Swann                   |                        |
| 1984 | Авантюристи                  | Les morfalous                       |                        |
| 1984 | Кохання до смерті            | L'amour à mort                      |                        |
| 1984 | Близнюки                     | Le jumeau                           |                        |
| 1986 | Мелодрама                    | Mélo                                |                        |
| 1986 | Пригоди молодого Дон Жуана   | Les exploits d'un jeune Don Juan    |                        |
| 1989 | Я хочу додому                | I Want to Go Home                   |                        |
| 1990 | Австрійка                    | L'Autrichienne                      |                        |
| 1992 | Голос                        | La voix                             |                        |
| 1992 | Архіпелаг                    | Archipel                            |                        |
| 1993 | Палити/Не палити             | Smoking/No Smoking                  |                        |
| 1997 | Відомі старі пісні           | On connaît la chanson               |                        |
| 2003 | Тільки не в губи             | Pas sur la bouche                   |                        |
| 2006 | Серця                        | Coeurs                              |                        |
| 2009 | Дикі трави                   | Les herbes folles                   |                        |
| 2010 | Ви ще нічого не бачили       | Vous n'avez encore rien vu          |                        |
| 2013 | Любити, пити і співати       | Aimer, boire et chanter             |                        |

## Нагороди
| Рік            | Категорія          | Номінант                  | Результат |
| -------------- | ------------------ | ------------------------- | --------- |
| Премія «Сезар» |                    |                           |           |
| 1978           | Найкращі декорації | Провидіння                | Перемога  |
| 1980           | Найкращі декорації | І… як Ікар                | Номінація |
| 1981           | Найкращі декорації | Мій американський дядечко | Номінація |
| 1984           | Найкращі декорації | Життя — це роман          | Номінація |
| 1985           | Найкращі декорації | Кохання Свана             | Перемога  |
| 1987           | Найкращі декорації | Мелодрама                 | Номінація |
| 1994           | Найкращі декорації | Палити/Не палити          | Перемога  |
| 1998           | Найкращі декорації | Відомі старі пісні        | Номінація |
| 2004           | Найкращі декорації | Тільки не у губи          | Номінація |
| 2007           | Найкращі декорації | Серця                     | Номінація |